# Walter Jakobsson
Walter Andreas Jakobsson (Helsinki, 6 februari 1882 – Zürich, 10 juni 1957) was een Fins kunstschaatser. Hij werd in 1920 met zijn Duitse echtgenote Ludovika Eilers olympisch kampioen bij de paren. Eilers en Jakobsson waren drievoudig wereldkampioen.

## Biografie

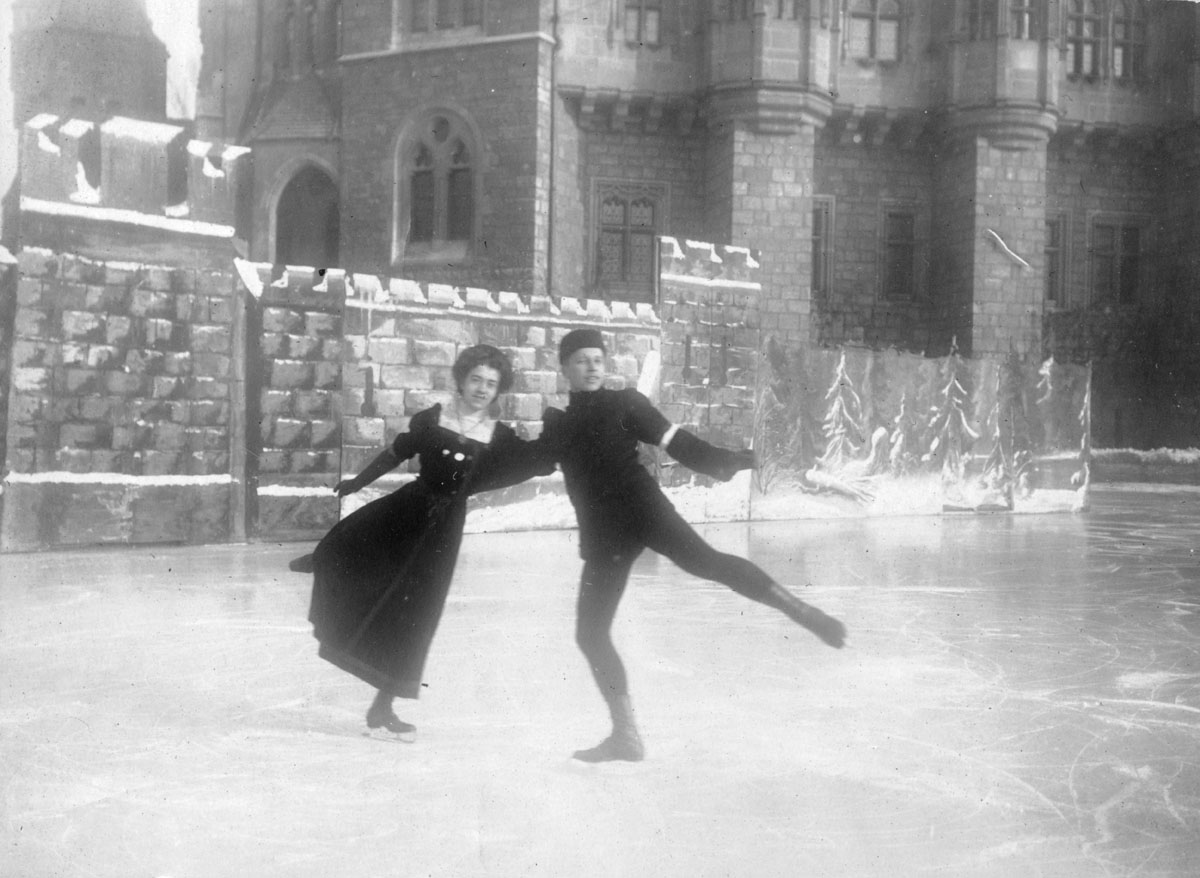
Ludovika en Walter Jakobsson

Walter Jakobsson ontmoette in 1907 zijn latere schaatspartner en echtgenote Ludovika Eilers, toen hij in Berlijn bouwkunde studeerde. Ze gingen samen schaatsen en wonnen bij hun eerste WK, in 1910, de zilveren medaille. Bij de WK 1911 veroverden ze hun eerste wereldtitel. Er zouden er nog twee volgen in 1914 en in 1923. Eilers en Jakobsson eisten tijdens de Olympische Spelen in Antwerpen met gemak de olympische titel op, aangezien alle juryleden hun kür als beste beoordeelden. Bij de Spelen van 1924 en 1928 werd het paar tweede en vijfde.
Na de WK 1911 huwden de twee. Ze woonden tot 1916 in Berlijn, daarna verhuisden ze naar Helsinki. Jakobsson werkte tot zijn pensioen in 1947 bij het Finse bedrijf KONE en was in zijn vrije tijd amateurfotograaf. Hij stierf in 1957 op 75-jarige leeftijd.

## Belangrijke resultaten
| Kampioenschap           | 1910   | 1911  | 1912   | 1913   | 1914 |  | 1919 | 1920 | 1921 | 1922   | 1923 | 1924   |  | 1928 |
| ----------------------- | ------ | ----- | ------ | ------ | ---- |  | ---- | ---- | ---- | ------ | ---- | ------ |  | ---- |
| Olympische Spelen       |        |       |        |        |      |  |      | Goud |      |        |      | Zilver |  | 5e   |
| Wereldkampioenschap     | Zilver | Goud  | Zilver | Zilver | Goud |  |      |      |      | Zilver | Goud |        |  |      |
| Noords kampioenschap    |        |       |        |        |      |  | Goud |      | Goud |        |      |        |  |      |
| Nationaal kampioenschap | (*)    | · (*) |        |        |      |  |      |      | Goud |        |      | (**)   |  |      |

(*) solo, bij de mannen
(**) met schaatspartner Olga Saario
1908: Anna Hübler / Heinrich Burger ·
1920: Ludovika Jakobsson / Walter Jakobsson ·
1924: Helene Engelmann / Alfred Berger ·
1928: Andrée Joly / Pierre Brunet ·
1932: Andrée Brunet / Pierre Brunet ·
1936: Maxi Herber / Ernst Baier ·
1948: Micheline Lannoy / Pierre Baugniet ·
1952: Ria Baran / Paul Falk ·
1956: Sissy Schwarz / Kurt Oppelt ·
1960: Barbara Wagner / Robert Paul ·
1964: Ljoedmila Belooesova / Oleg Protopopov ·
1968: Ljoedmila Belooesova / Oleg Protopopov ·
1972: Irina Rodnina / Aleksej Oelanov ·
1976: Irina Rodnina / Aleksandr Zajtsev ·
1980: Irina Rodnina / Aleksandr Zajtsev ·
1984: Jelena Valova / Oleg Vasiljev ·
1988: Jekaterina Gordejeva / Sergej Grinkov ·
1992: Natalja Misjkoetjonok / Artoer Dmitrijev ·
1994: Jekaterina Gordejeva / Sergej Grinkov ·
1998: Oksana Kazakova / Artoer Dmitrijev ·
2002: Jelena Berezjnaja / Anton Sicharoelidze en Jamie Salé / David Pelletier ·
2006: Tatjana Totmjanina / Maksim Marinin ·
2010: Shen Xue / Zhao Hongbo ·
2014: Tatjana Volosozjar / Maksim Trankov ·
2018: Aliona Savchenko / Bruno Massot ·
2022: Sui Wenjing / Han Cong